# L'Île de la prison
Pour plus de détails, voir Fiche technique et Distribution.
L'Île de la prison (獄門島, Gokumon-tō) est un film japonais réalisé par Kon Ichikawa, sorti en 1977. C'est l'adaptation du roman Akuma no temari-uta de Seishi Yokomizo.

## Synopsis
Le détective privé Kōsuke Kindaichi se rend sur l'île de Gokumon pour remettre la lettre d'un homme mort à un moine nommé Ryōnen.

## Fiche technique
- Titre : L'Île de la prison[3]
- Titre original : 獄門島 (Gokumon-tō?)
- Réalisation : Kon Ichikawa
- Scénario : Shin'ya Hidaka (ja) et Kon Ichikawa d'après un roman de Seishi Yokomizo
- Photographie : Kiyoshi Hasegawa (ja)
- Montage : Michiko Ikeda (ja) et Chizuko Osada (ja)
- Décors : Shinobu Muraki (ja)
- Musique : Shin'ichi Tanabe (ja)
- Société de production : Tōhō
- Pays d'origine :  Japon
- Langue originale : japonais
- Format : couleur - 1,37:1 - 35 mm - son mono
- Genre : thriller ; film policier
- Durée : 141 minutes[4] (métrage : dix bobines - 3 862 m[4])
- Date de sortie :
  - Japon : 27 août 1977[4]

## Distribution
- Kōji Ishizaka : Kōsuke Kindaichi
- Reiko Ōhara : Sanae Kitō
- Shin Saburi : Ryōnen
- Mitsuko Kusabue : Osayo
- Yūko Asano : Tsukiyo Kitō
- Kiwako Taichi : Tomoe
- Tatsuo Matsumura : Kōan
- Yoshio Inaba : : Makihei Araki, le maire du village
- Akiji Kobayashi : Takezō
- Takeshi Katō : inspecteur Todoriki
- Yōko Oginome
- Taketoshi Naitō
- Pita : Shōzō Ukai
- Hideji Ōtaki : Gondō
- Eijirō Tōno : Kaemon Kitō

## Films de la sérieKōsuke Kindaichiréalisés par Kon Ichikawa
- 1976 : Le Complot de la famille Inugami (犬神家の一族, Inugami-ke no ichizoku?)
- 1977 : La Ballade du diable (悪魔の手毬唄, Akuma no temari-uta?)
- 1977 : L'Île de la prison (獄門島, Gokumon-tō?)
- 1978 : La Reine des abeilles (女王蜂, Joōbachi?)
- 1979 : La Maison du pendu (病院坂の首縊りの家, Byōinzaka no kubikukuri no ie?)
- 1996 : Le Village aux huit tombes (八つ墓村, Yatsu haka mura?)
- 2006 : Les Inugamis (犬神家の一族, Inugami-ke no ichizoku?) (remake)